# 蛟龍行動
《蛟龍行動》（英語：Operation Leviathan）是一部2025年上映的中國動作戰爭片，2018年電影《红海行动》的續集，中國首部核潜艇题材電影。本片由博纳影业出品，香港導演林超贤执导，黄轩、于适、张涵予及杜江领衔主演。此片作為2025年乙巳蛇年春節賀歲電影，1月29日大年初一在中國內地各大電影院上映。《蛟龍行動》所獲票房未能回收其高額預算，商業表現失利，2月14日宣佈2月15日起播放密钥不再延期，并将制作特别版择日上映。
2025年4月《蛟龙行动（特别版）》备案立项，后定档8月30日上映。

## 演员
| 演員   | 角色   | 備註                           |
| ------ | ------ | ------------------------------ |
| 黃軒   | 孟闖   | 蛟龙小队队长、突击手。         |
| 于適   | 韓驍   | 蛟龙小队突击手。               |
| 张涵予 | 赵启航 | 特别主演。龙鲸号潜艇艇长。     |
| 王俊凱 | 曹宏浪 | 特邀主演。龙鲸号潜艇声吶兵。   |
| 段奕宏 | 方屹   | 友情出演。海军某部战区参谋长。 |
| 杜江   | 徐宏   | 蛟龙小队副队长、爆破手。       |
| 李晨   | 周培林 | 龙鲸号潜艇副艇长。             |
| 王彥霖 | 羅星   | 蛟龙小队狙击手。               |
| 蒋璐霞 | 佟莉   | 蛟龙小队机枪手。               |
| 韓東君 | 秦大偉 | 蛟龙突击队队员。               |
| 李九霄 | 丁思凱 | 蛟龙突击队队员。               |
| 高戈   | 凌風   | 蛟龙突击队队员。               |
| 孫毅   | 邢磊   | 蛟龙突击队队员。               |
| 于震   | 高軍   | 蛟龙突击队队员。               |
| 袁文康 | 陳長安 | 蛟龙突击队队员。               |
| 叶禾   | 翟歡   | 蛟龙突击队队员。               |

## 争议

### “涉密”宣发
1月15日前后《蛟龙行动》官方发布的多支宣传视频中，有一段提到：影片中不少台词涉及机密，为保护祖国安全，剧组采取手写台词的方式，演员背台词时也需时刻警惕四周，防止被外国演员看到，一旦有外国演员靠近，便会立刻收起剧本。
夸张的宣发引起负面舆论后官方删除该宣发视频。但社交媒体大量传播该宣发图片和调侃，网友纷纷表示不敢去看怕泄密。
在争议发酵之后2月10日左右演员张涵予回应表示收起台词是因为马上要开始拍摄了，并非怕被外国人看到；这也意味着官方实际为拍摄了张涵予收起台词的镜头并通过剪辑拼接制造噱头。后续宣发补救行为未能扭转口碑，影片于2月15日下映。

## 票房
本片上映後票房僅過3.9億人民幣，對比高額預算，商業表現不佳。《星島日報》分析，本片票房失利的原因在於敘事風格及宣傳策略。博纳影业老闆于冬則將矛頭指向另一賀歲片主演演員的粉絲，集體向同一檔期上映的作品投一星評價，認為他們刻意給予的差評影響了票房。

## 外部連結
- 豆瓣电影上《蛟龍行動》的資料 （简体中文）
- 互联网电影数据库（IMDb）上《蛟龍行動》的资料（英文）